# 露子马唐
露子马唐（学名：Digitaria denudata）为禾本科马唐属下的一个种。

## 扩展阅读
- 維基物種上的相關：露子马唐